# ماکیایولی

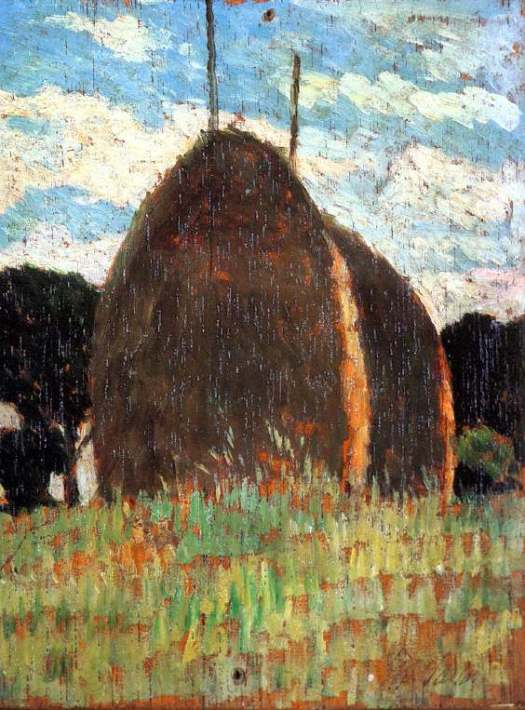
خرمن، اثر جووانی فاتوری، از هنرمندان اصلی لکه‌کار.

ماکیایولی (انگلیسی: Macchiaioli)، لَکّه‌کاران یا نقاشان لَخته‌کار عنوان گروهکی از نقاشان ایتالیا در دهه ۱۸۵۵ تا ۱۸۶۵ بود که با سرپیچی از اسلوب ساخت رنگ مکتب کلاسیک، در آثار خود لخته‌رنگ به کار بردند.
نقاشان لکه‌کار در نیمه دوم سده نوزدهم در توسکانی فعال بودند. آنها رسوم قدیمی‌شده نقاشی را که توسط آکادمی هنر ایتالیا تدریس می‌شد، کنار گذاشته و بیشتر نقاشی‌های خود را در فضای آزاد انجام می‌دادند تا بدین‌وسیله نور و سایه و رنگ‌های طبیعی را ثبت و ضبط کنند.
این روش، ماکیایولی را با دریافت‌گرهای (امپرسیونیست‌های) فرانسه که چند سال بعد اهمیت پیدا کردند مرتبط می‌سازد، هرچند ماکیایولی از فعالیت خود مقصود دیگری داشتند. 
برجسته‌ترین هنرمندان این جمله عبارت بودند از جوزپه آباتی، کریستیانو بانتی، ادوئاردو بورانی، وینچنزو کابیانکا، آدریانو سسیونی، ویتو دانکونا، سرافینو دتیولی، جووانی فاتوری، رافائلو سرنسی، سیلوسترو لگا و تلماکو سینیورینی.